# Madrasostes loebli
Madrasostes loebli är en skalbaggsart som beskrevs av Renaud Maurice Adrien Paulian 1981. Madrasostes loebli ingår i släktet Madrasostes och familjen Hybosoridae. Inga underarter finns listade i Catalogue of Life.